# Kurt Hintze

Kurt Hintze

Kurt Gustav Ernst Hintze (* 8. Oktober 1901 in Fehrbellin; † 13. November 1944 in Kattowitz) war ein SS-Brigadeführer und Generalmajor der Polizei, deutscher Politiker (NSDAP) sowie SS- und Polizeiführer (SSPF) Kauen und Litauen.

## Leben und Wirken
Nach dem Besuch der Volksschule in Berlin und Berlin-Schöneberg arbeitete Hintze ab 1915 als ungelernter Arbeiter in Munitionsfabriken. Ab 1918 arbeitete er in der Landwirtschaft in Brüsenhagen und wurde 1929 verheirateter Deputatenarbeiter auf einem Bauerngut. Zudem gehörte er 1929/30 dem Grundvermögenssteuer-Ausschuss für den Bezirk Wittstock an.
Von 1921 bis 1922 war er Mitglied der Deutschsozialen Partei. Im Sommer 1923 gehörte Hintze der Schwarzen Reichswehr an. Danach wurde er Mitglied der Arbeitsgemeinschaft Roßbach und des Frontbanns. Für die Nationalsozialistische Freiheitspartei (NSFP) trat er 1924/25 als Redner auf. Zum 1. September 1928 trat er der NSDAP bei (Mitgliedsnummer 98.200) und schloss sich im selben Jahr der SA an, bei der er sich nebenamtlich als SA-Führer betätigte. Von Mai 1929 bis Juli 1930 war er Ortsgruppenleiter in Dossow und später Bezirksleiter Ostprignitz.
Von Juli 1932 bis November 1933 für den Wahlkreis 4 (Potsdam I) und von März 1936 bis zu seinem Tod 1944 für den Wahlkreis 6 (Pommern) beziehungsweise ab 1938 für den Wahlkreis 20 (Köln-Aachen) saß Hintze als Abgeordneter der NSDAP im Reichstag. In den Jahren 1933/34 wurde er Abteilungschef der Reichsführerschule in München. Anschließend führte er vom 1. Oktober 1934 bis 1. Dezember 1936 die SA-Brigade 7, Neu-Stettin, in Pommern und schied anschließend nach drei Jahren krankheitsbedingt aus dem hauptamtlichen SA-Dienst aus. Am 9. November 1935 war noch die Beförderung Hintzes zum SA-Oberführer erfolgt. Von Mitte Januar bis Ende Juli 1937 war er Reichsfachgruppenwalter der Fachgruppe Obst, Gemüse, Konserven bei der DAF. Anfang Juli 1937 wechselte er von der SA zur SS (SS-Nummer 282.066). Von Oktober 1937 bis Februar 1940 war er Führer des SS-Abschnitts XI in Koblenz.
Nach Beginn des Zweiten Weltkrieges war Hintze von November 1939 bis Februar 1940 im deutsch besetzten Polen als SS- und Selbstschutzführer eingesetzt und für den Bereich Flüchtlingsaufgaben beim Höheren SS- und Polizeiführer Ost in Krakau zuständig. Danach war er bis April 1941 Führer des SS-Abschnitts XXXXI in Thorn. Von September bis November 1940 leistete er Kriegsdienst bei der Waffen-SS.
Ab Januar 1941 arbeitete Hintze eng mit Heinrich Himmler in dessen Eigenschaft als Reichskommissar für die Festigung deutschen Volkstums in den deutschbesetzten Gebieten Osteuropas zusammen: Hintze wurde dort als Aussiedlungssonderbeauftragter und für den Bereich Arbeitseinsatz eingesetzt. Von November 1943 bis Februar 1944 war er Sonderbeauftragter des RFSS für den Truppenübungsplatz Kurmark bei Lübben. Ab Februar 1944 war Hintze SSPF Kauen und von April 1944 bis Mitte September 1944 war Hintze SSPF in Litauen. Am 11. Mai 1944 erteilte Himmler ihm wegen „Unbeherrschtheit, Säufertum und Größenwahn“ ein striktes Alkoholverbot bis Jahresende. Danach war er Beauftragter des Reichsverteidigungskommissars Oberschlesien beim Festungsbaustab in Kattowitz und Verbindungsmann des Höheren SSPF Südost zu Gauleiter Fritz Bracht. Er starb 1944 bei einem Luftangriff in Kattowitz.